# Россия на «Детском Евровидении — 2007»
Россия участвовала в 2007 году в конкурсе песни «Детское Евровидение» в 3-й раз — страну представила Александра Головченко с песней «Отличница».

## Исполнитель
Александра родилась 5 ноября 1997 года в Волгограде. C 4,5 лет Александра училась на эстрадно-хоровом отделении школы искусств. В эту школу ее привела старшая сестра. У Саши есть множество песен, которые она исполняет время от времени на сценических площадках родного города . В данный момент проживает в Волгограде и продолжает концертную деятельность .

## Перед Детским Евровидением

### Национальный отбор
7 апреля 2007 года, ВГТРК объявило о проведении национального отбора на Детское Евровидение. Профессиональное жюри отобрало 20 заявок для участия в финале национального отбора.
Финал национального отбора был назначен 3 июня 2007 года в ГЦКЗ «Россия». Ведущими отбора стали Оксана Фёдорова и Анастасия и Мария Толмачёвы, победители конкурса Детское Евровидение в 2006 году.
В жюри вошли:
- Надежда Бабкина - певица, Народная артистка России.
- Филипп Киркоров - певец, Народный артист России.
- Григорий Гладков - музыкант.
- Евгений Крылатов - автор детских песен.
- Лариса Рубальская - поэтесса.

В качестве приглашённых гостей выступили сёстры Толмачёвы.
| Исполнитель           | Песня            | Место |
| --------------------- | ---------------- | ----- |
| Группа «Сюрприз»      | Бродяга-саксофон | 16    |
| Екатерина Почекаева   | Звезда для мамы  | 6     |
| Квартет «Коломбина»   | 100 лучших снов  | 11    |
| Мария Пащенко         | Мечты            | 12    |
| Артём Кузнецов        | Вояж             | 20    |
| Юлиана Савилова       | Игра в оркестр   | 7     |
| Александра Головченко | Отличница        | 1     |
| Камила Измайлова      | Лето             | 9     |
| Елена Башлыкова       | Друзья           | 19    |
| Эрика Атоян           | Музыка-играй     | 17    |
| Евгения Морозова      | Родина моя       | 4     |
| Никита Иванов         | Улетаю в небо    | 3     |
| Наталья Полякова      | Бананы           | 5     |
| Группа «Домисольки»   | Солнечный дождик | 13    |
| Юлия Усова            | Ангел            | 8     |
| Мария Пестунова       | Рыжий мальчишка  | 18    |
| Анастасия Колесникова | Харарум-парум    | 15    |
| Владимир Сафонкин     | Песня моя        | 14    |
| Олег Сидоров          | Песня моя        | 2     |
| Квинтет «Верба»       | Лети, лето       | 10    |

Победу в национальном отборе одержала Александра Головченко с песней «Отличница» .

## На Детском Евровидении
Телеканал Россия показал финал конкурса в прямом эфире из нидерландского города Роттердам. Комментатором была Ольга Шелест, а результаты зрительского голосования от России объявляла Марина Князева . Александра Головченко выступил под номером 12 и заняла 6-е место со 105 баллами.

## Голосование
| Голоса за российского исполнителя | Голоса за российского исполнителя |
| --------------------------------- | --------------------------------- |
| Оценка                            | Страны                            |
| 12                                | Европейский Вещательный Союз      |
| 12                                | Беларусь                          |
| 10                                | Армения, Македония, Сербия        |
| 8                                 | Мальта                            |
| 7                                 | Украина                           |
| 6                                 | Португалия, Болгария              |
| 5                                 | Кипр                              |
| 4                                 | Греция, Литва                     |
| 3                                 | Румыния, Нидерланды               |
| 2                                 | Бельгия, Швеция                   |
| 1                                 | Грузия                            |
| Голоса российских телезрителей    |                                   |
| Оценка                            | Страна                            |
| 12                                | Армения                           |
| 10                                | Беларусь                          |
| 8                                 | Грузия                            |
| 7                                 | Сербия                            |
| 6                                 | Украина                           |
| 5                                 | Македония                         |
| 4                                 | Швеция                            |
| 3                                 | Болгария                          |
| 2                                 | Литва                             |
| 1                                 | Румыния                           |